# Stefan Matschiner
Stefan Matschiner (* 14. Mai 1975 in Laakirchen) ist ein ehemaliger österreichischer Mittelstreckenläufer und Sportmanager, der Blutdoping bei einigen seiner Athleten betrieb.

## Werdegang
Matschiner wuchs ohne seinen Vater, den FPÖ-Politiker und Rechtsanwalt Robert Aspöck, auf. Nach seinem Hauptschulabschluss in Laakirchen ging er an der HTBLA Vöcklabruck mit dem Zweig Betriebstechnik-Maschinenbau zur Schule. Später studierte er an der Wirtschaftsuniversität Wien und an der University of Memphis in den USA.

### Läuferkarriere bis 2004
Bereits während seiner Schulzeit war Matschiner als Mittelstreckenläufer tätig und konnte es auf nationale Erfolge bringen. Zu seinen Kollegen zählten unter anderem Günther Weidlinger und Christian Pflügl. Matschiner wurde 1994 Junioren-Staatsmeister über 800 und 1500 Meter und 1995 U23-Meister über 1500 Meter. 1996 (Marokko) und 2003 (Frankreich) nahm er an der Militär-WM im Crosslauf teil.
2002 wurde er Hallenstaatsmeister über 1500 Meter und qualifizierte sich für die Halleneuropameisterschaften in Wien, bei denen er im Semifinale ausschied.
Später gab er zu, gegen Ende seiner aktiven Zeit EPO und Metandienon benutzt zu haben. 2004 beendete er seine Karriere als Läufer.

### Sportmanagement seit 2003
2003 gründete Matschiner die International Sports Agency und war fortan als Sportmanager – unter anderem – für kenianische Marathonläufer tätig. Bei dem Dopingskandal rund um das österreichische Langlaufteam unter Trainer Walter Mayer im Rahmen der Olympischen Winterspiele 2006 in Turin war Matschiner vor Ort.
Er betreute unter anderem die Athleten Michael Boogerd, Lisa Hütthaler, Michael Rasmussen und Bernhard Kohl. Letzterer erreichte bei der Tour de France 2008 den 3. Gesamtrang und das Trikot des besten Bergfahrers, was ihm allerdings nachträglich aufgrund der Überführung von EPO aberkannt wurde.

### Dopingermittlungen 2008
Matschiner pflegte intensive Kontakte zur Wiener Blutbank Humanplasma, wo oftmals Bluttransfusionen durchgeführt wurden.
2008 wurde er von Bernhard Kohl und 2009 von Lisa Hütthaler beschuldigt. Er wurde 2010 zu 15 Monaten Haft verurteilt, davon ein Monat unbedingt, der Rest wurde mit einer dreijährigen Bewährung ausgesetzt. Da er bereits fünf Wochen in Untersuchungshaft verbracht hatte, musste er nicht mehr ins Gefängnis.
Seine Aussagen und Offenlegungen im Zuge der Verhandlungen gegen ihn führten auch zu zahlreichen Ermittlungen gegen verschiedene internationale Athleten, Betreuer und Verbände.
Die Dopinggerätschaften, wie eine Zentrifuge, verkaufte Matschiner für 50.000 Euro an den Erfurter Sportarzt Mark Schmidt, der im Rahmen der Operation Aderlass 2019 der Dopingbeihilfe beschuldigt wurde.

## Persönliche Bestzeiten
- 800 m: 1:52,53 min, 23. Juni 2002, Sevilla
  - Halle: 1:52,78 min, 17. Februar 2002, Wien
- 1500 m: 3:45,96 min, 28. Juni 2003, Bern
  - Halle: 3:45,50 min, 16. Februar 2002, Wien

## Veröffentlichungen
- Grenzwertig. Aus dem Leben eines Dopingdealers. Aufgezeichnet von Manfred Behr. riva, München 2011, ISBN 978-3868831320